# Chris Bezzel

Chris Bezzel

Chris Bezzel (* 18. Januar 1937 in Wetzhausen; † 3. Februar 2015 in Hannover) war ein deutscher Schriftsteller, Linguist und Verlagslektor.

## Leben
Bezzel verbrachte seine Kindheit in Kitzingen und legte 1956 das Abitur in Nürnberg ab. Nach einem Studium der klassischen Philologie und der Germanistik in Freiburg, Berlin und Erlangen wurde er 1962 mit einer Dissertation über Franz Kafka bei Hans Schwerte promoviert und war anschließend Studienreferendar in München und Neu-Ulm. 1962 legte er das erste, 1964 das zweite Staatsexamen ab.
Nach kurzer Zeit als Assessor nahm Bezzel eine Stelle als Lektor im Suhrkamp Verlag an, die er für zwei Jahre bekleidete. Er entdeckte dort Peter Handke und empfahl dessen ersten Roman Die Hornissen. Daraufhin lektorierte er weitere Texte Handkes.  Bei Suhrkamp kam es 1963 auch zu einer ersten Veröffentlichung von Gedichten Bezzels in der von Martin Walser herausgegebenen Anthologie „Vorzeichen 2“. In den Jahren 1967 bis 1970 war er Associate Lecturer und Research Assistant an der University of Surrey in Surrey.
Seit 1970 war Bezzel als freier Schriftsteller tätig, zunächst in Birmingham und ab 1973 in Hannover. Er arbeitete dort zunächst als Wissenschaftlicher Assistent, ab 1976 als Akademischer Rat am Seminar für deutsche Literatur und Sprache. 1979 erfolgte die Habilitation. Ab 1986 bis zur Pensionierung 2003 war Bezzel außerplanmäßiger Professor für Linguistik.
Bezzel war Mitglied des Bielefelder colloquium neue poesie. 1987 erhielt er das niedersächsische Künstlerstipendium.

## Werke
Literarische Bücher
- Grundrisse. Luchterhand Verlag, Neuwied 1968.
- Karin. Anabas Verlag, Gießen 1971.
- Kerbtierfresser. Luchterhand Verlag, Neuwied 1972.
- Die Freude Kafkas beim Bügeln, die Freude Mozarts beim Kegeln, die Freude Bismarcks beim Stricken. Carl Hanser Verlag, München 1972, ISBN 3446116257.
- Weißverlassen steinig. Postskriptum Verlag, Hannover 1983.
- Salz und Sonne. Verlag neuer deutscher Phantasten, Hannover 1983.
- 99 Gedichte. Postskriptum Verlag, Hannover 1987, ISBN 3922382371.
- Bordbuch. Syndikat Buchgesellschaft, Bodenheim 1995.
- intermezzo. Blattwerk Verlag, Linz 1995, ISBN 3901445099.
- Nachtnotizbuch, in "o. T. Anthologie". Edition NN oslip, Siegendorf 1995, ISBN 3901361030.
- Lezzebs und Relleks. (Bilder von Bernhard Jott Keller), Steingaden 1997.
- kit. eine kindheit. Anthemion Verlag, Langenhagen 2007, ISBN 9783981143102.
- isolde und tristan. bezzel wie berta emil zeppelin emil ludwig./berta wie die dicke berta./ emil wie emil und die detektive./. Hg. Florian Neuner und Christian Steinbacher, roughbook 022, Berlin, Hannover, Linz und Solothurn, 2012.
- Tagebuchtage. Herausgegeben, kommentiert und mit einem Nachwort versehen von Florian Neuner, Ritter Literatur, Ritter Verlag, Klagenfurt und Graz 2014, ISBN 9783854155102.
- Namor. Roman. Ritter Verlag, Klagenfurt und Graz 2016, ISBN 9783854155423

Wissenschaftliche Veröffentlichungen
- Natur bei Kafka. Studien zur Ästhetik des poetischen Zeichens. Erlanger Beiträge zur Sprach- und Kunstwissenschaft, Band 15, Nürnberg 1964
- Kafka-Chronik. Daten zu Leben und Werk, Reihe Hanser, München 1975, ISBN 3446119981
- Schreibakte. Arbeiten zur Texttheorie, Hannover 1981
- Wittgenstein zur Einführung. Junius Verlag Hamburg 1988; 4. Auflage 2000; ISBN 3885063301
- (als Hrsg.)  Sagen und zeigen. Wittgensteins Tractatus, Sprache und Kunst. Berlin 2005, Parerga Verlag, ISBN 3937262164
- Wittgenstein. Reclam Leipzig  Grundwissen Philosophie 2007 (im Druck)
- Aspektwechsel der Philosophie. Wittgensteins Werk und die Ästhetik. H-E Verlag Berlin 2013, Wittgensteiniana Band 6, ISBN 978-3-944890-00-5
- Kunst des Philosophierens und Philosophie der Kunst in Wittgenstein: eine Ausstellung der Wiener Secession. Katalog Band 1, Biographie – Philosophie – Praxis, 1989, S. 275–289, ISBN 3-900803-25-0